# Orłów (województwo małopolskie)
Orłów – wieś w Polsce położona w województwie małopolskim, w powiecie krakowskim, w gminie Słomniki. 
Leży w pobliżu DK7.
Wieś położona w końcu XVI wieku w powiecie proszowskim województwa krakowskiego była własnością klasztoru bożogrobców w Miechowie. W latach 1975–1998 miejscowość położona była w województwie krakowskim.

Integralna część miejscowości: Góry.